# سولا، اردبیل
سولا نام روستایی است از توابع استان اردبیل، شهر اردبیل، شهرستان نمین، بخش مرکزی، دهستان ویکلیج شمالی.
این روستا در مسیر جاده منطقه توریستی جنگل فندقلو واقع شده‌است. فعالیت اصلی مردم این روستا دامپروری و کشاورزی می‌باشد.
از آثار تاریخی این روستا می‌توان به:
حمام سولا: مربوط به قرون ۱۰ تا ۱۳ ه. ق. اشاره نمود. این اثر در تاریخ ۱۳۸۶/۱۰/۱۲ با شمارهٔ ثبت ۲۰۳۸۰ به‌عنوان یکی از آثار ملی ایران به ثبت رسیده‌است.